# Mad Max: Fury Road
Mad Max: Fury Road es una película de acción y ciencia ficción de 2015 dirigida por George Miller, quien también coescribió el guion junto a Brendan McCarthy y Nico Lathouris. Es la cuarta entrega de la franquicia Mad Max, que comenzó con Mad Max (1979), seguida de Mad Max 2: El guerrero de la carretera (1981) y Mad Max: Más allá de la cúpula del trueno (1985). Ambientada en un mundo posapocalíptico, sigue a Max Rockatansky (Tom Hardy), quien se une a Imperator Furiosa (Charlize Theron) y a Nux (Nicholas Hoult) para escapar de Immortan Joe, un tirano que controla los recursos de la región.
Fury Road se estrenó en Los Ángeles el 7 de mayo de 2015 y en España el 14 de mayo. Recaudó 375,2 millones de dólares a nivel mundial, superando su presupuesto de 150 millones de dólares. Fue exitosa tanto en América del Norte, con 154,1 millones de dólares, como internacionalmente, con 221,1 millones de dólares, lo que la convierte en la película de la franquicia con mayor recaudación.
El rodaje comenzó en 2012 en el desierto de Namibia y continuó en Australia. Fue una película caracterizada por efectos prácticos y acrobacias reales, utilizando vehículos reales y escenas de acción físicas.La película se distingue por su estilo visual innovador, con efectos prácticos y una cinematografía que usa una paleta de colores contrastantes. El montaje frenético, contribuye a su ritmo acelerado y a la tensión de las escenas de acción. Los diálogos son mínimos, destacando el enfoque visual para contar la historia. 
La película fue elogiada por la crítica por su dirección, escritura, secuencias de acción, partitura musical, aspectos técnicos y actuaciones. Obtuvo un total de 233 nominaciones y un total de 247 galardones.Fue nominada a 10 premios Óscar en la 88.ª edición y ganó 6, incluidos Mejor Edición, Mejor Diseño de Producción, Mejor Maquillaje, Mejor Montaje de Sonido, Mejor Mezcla de Sonido y Mejor Vestuario. También recibió el premio a Mejor Película de Acción en los Satellite Awards y múltiples premios en los Critics' Choice Awards, ganó el Premio FIPRESCI de la crítica profesional,cuatro Premios BAFTA y el Premio Fotogramas de Plata,entre otros. La película también recibió elogios por su audaz enfoque visual y su innovadora dirección. Fue considerada una de las mejores películas de 2015, destacando por su uso de efectos prácticos y la espectacularidad de las escenas de acción. Las interpretaciónes de Charlize Theron y de Nicholas Hoult, fueron especialmente aclamadas.
Con el paso de los años, la película ha sido denominada como "una de las mejores películas de acción de todos los tiempos" y una de las "mejores películas de la década de 2010".

## Argumento

### Sinopsis

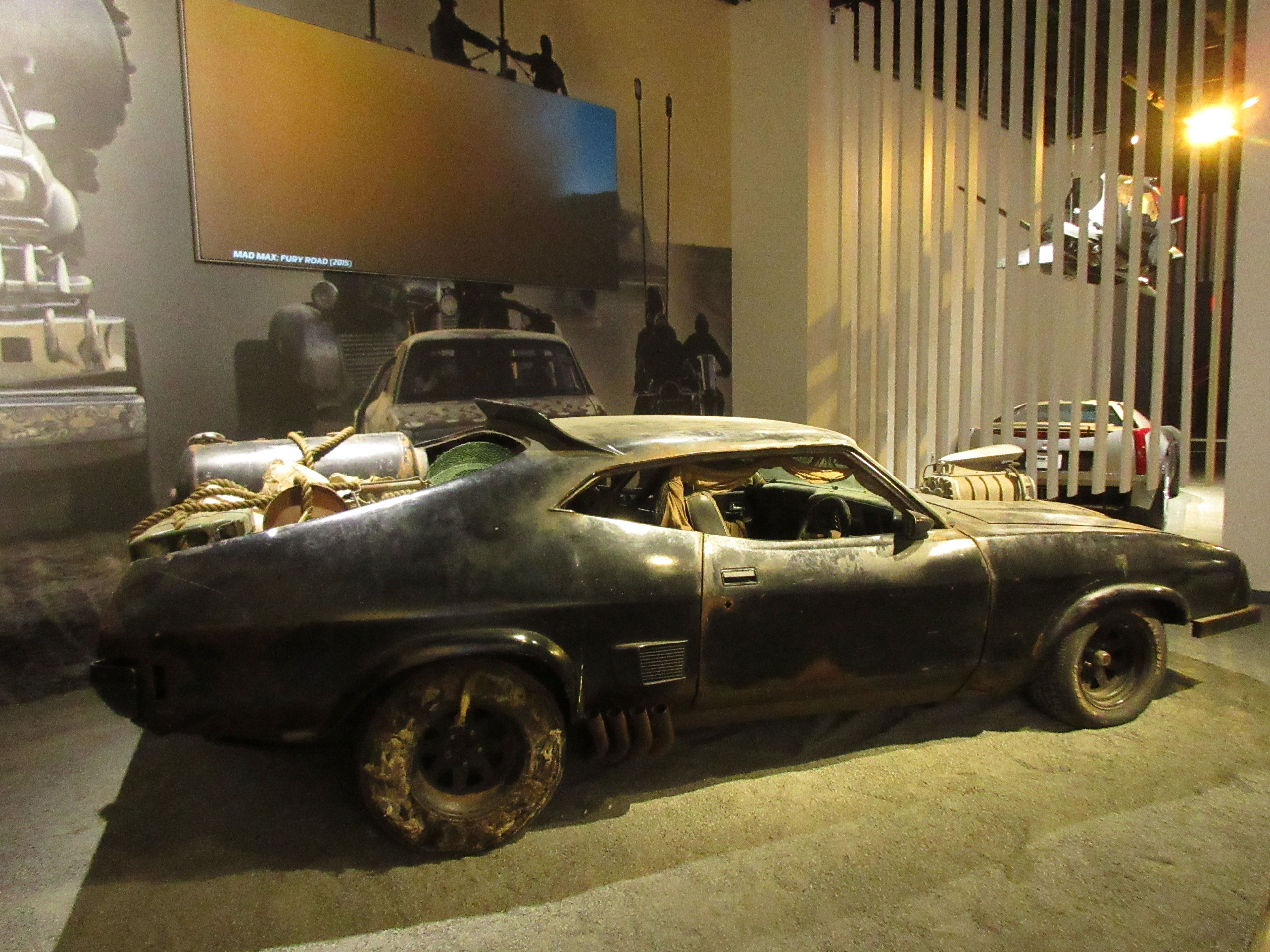
El coche de Max Rockatansky conocido como “Pursuit Special”. Está basado en un Ford XY Falcon Coupé, un coche muy modificado.

Max Rockatansky, un superviviente del holocausto nuclear atormentado por los recuerdos de todas las personas a las que no pudo proteger, es capturado y llevado a La Ciudadela del señor de la guerra Immortan Joe. 

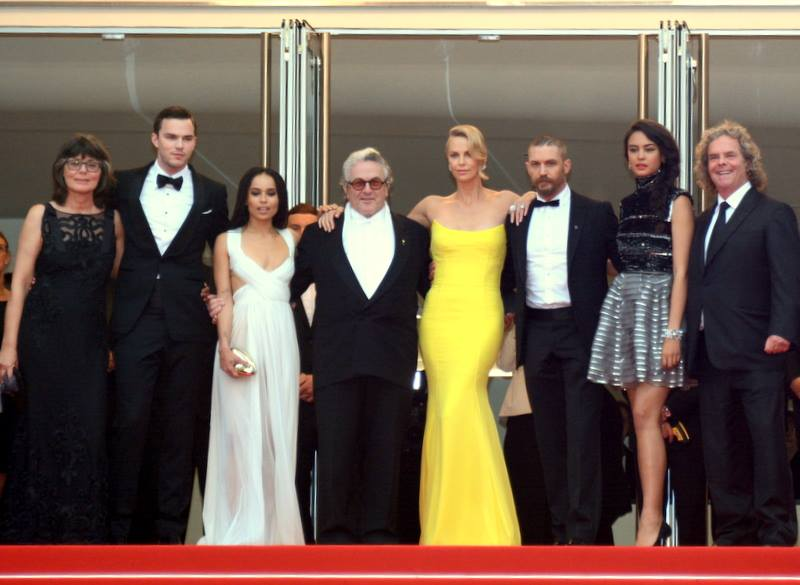
Reparto y equipo de "Mad Max: Fury Road" en el festival de cine de Cannes. De izquierda a derecha: editora Margaret Sixel, las estrellas Nicholas Hoult y Zoë Kravitz, director George Miller, las estrellas Charlize Theron, Tom Hardy, Courtney Eaton, productor Doug Mitchel

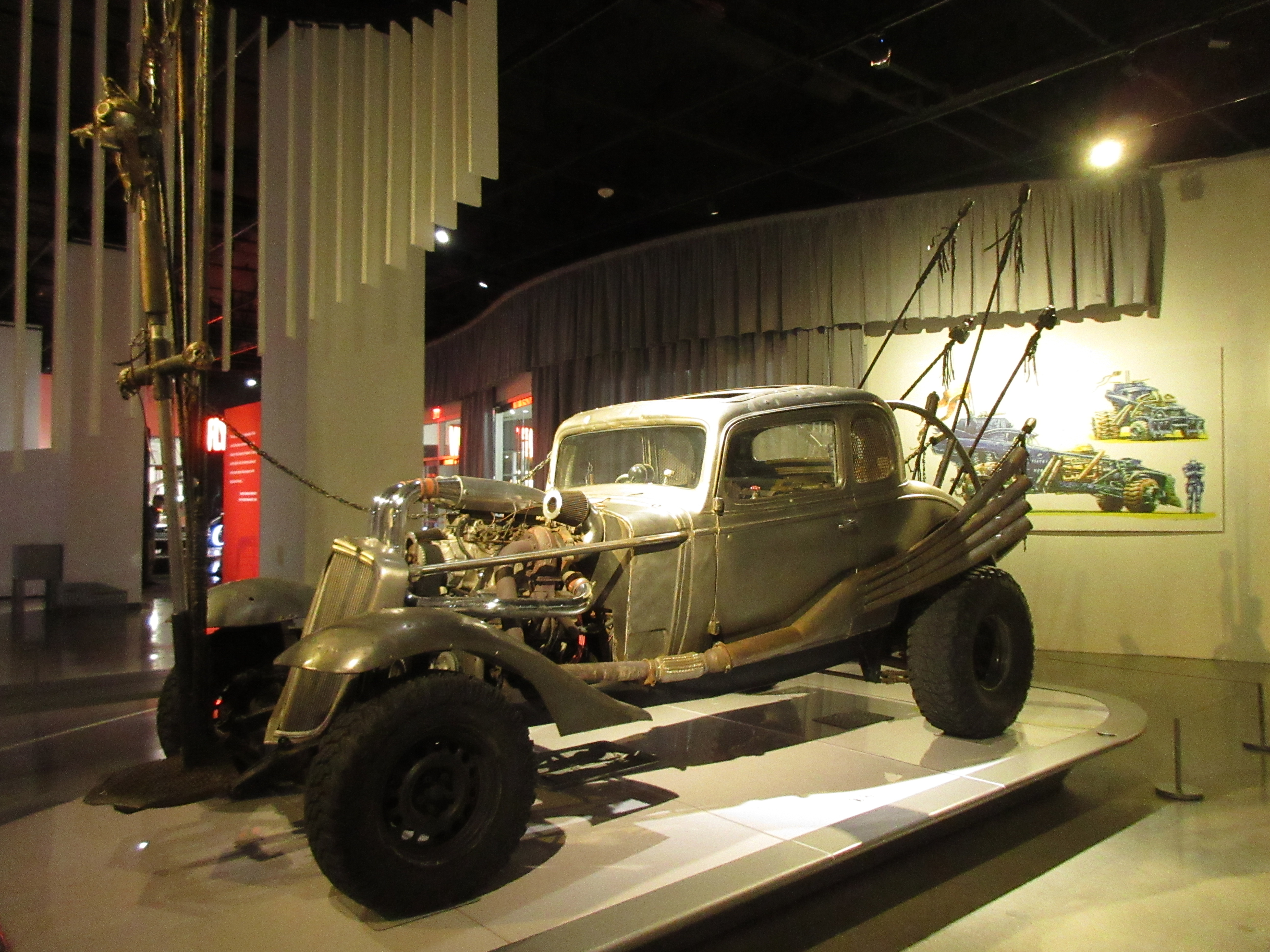
El NuxCar, el coche de Nux.

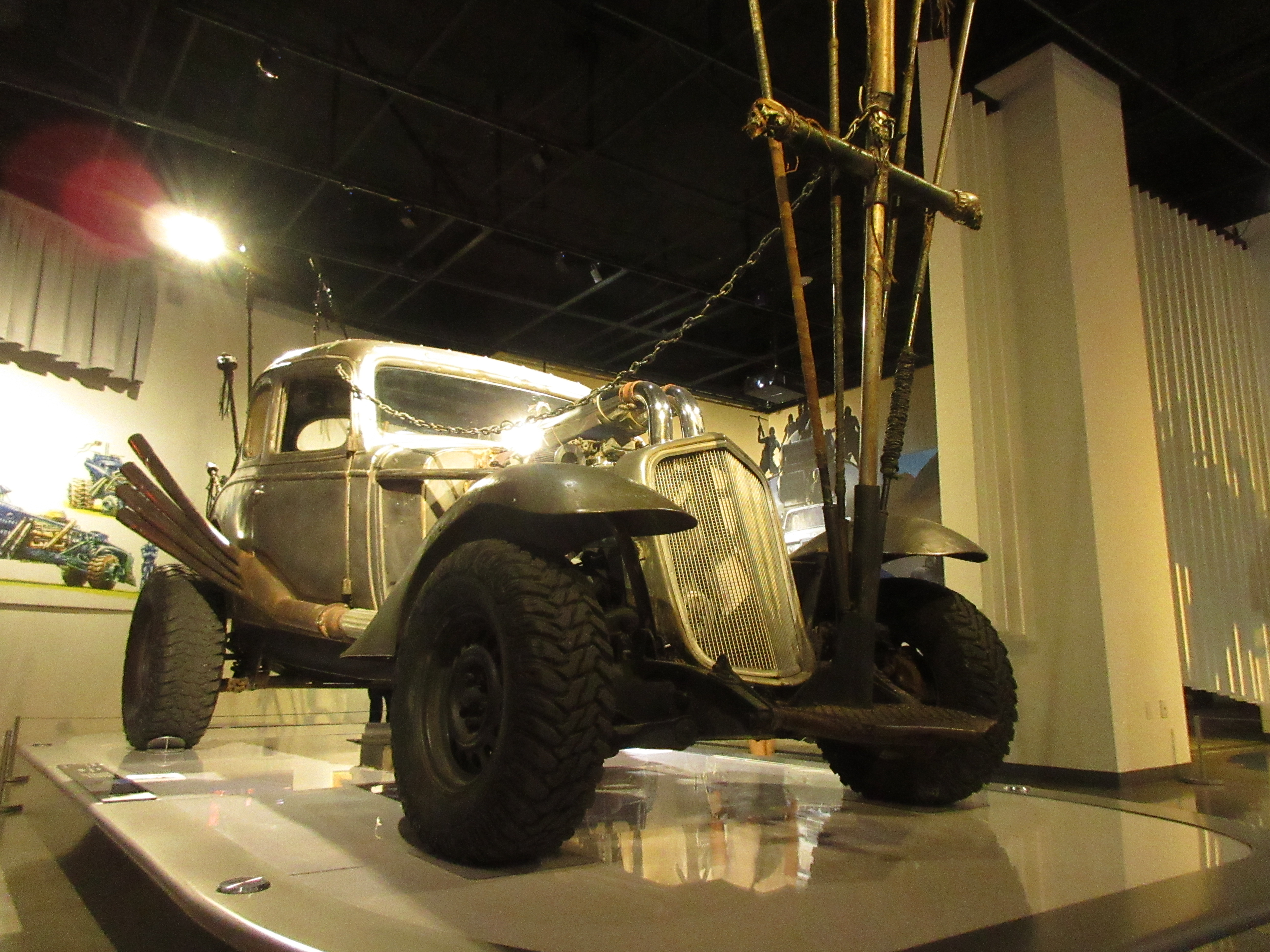
NuxCar

Allí, Max es encarcelado y utilizado como "bolsa de sangre" para Nux, un Media Vida enfermo. Mientras tanto, Imperator Furiosa, una de los lugartenientes de Joe, es enviada en el "Camión de guerra" blindado para intercambiar productos, agua y alimentos, por gasolina y municiones, en dos ciudades lejanas con las que mantienen una paz negociada, Joe controla el suministro de agua a la población para mantenerse en el poder. Cuando Joe se da cuenta de que sus cinco esposas están huyendo en el camión de guerra, lidera su ejército Media vida en busca de Furiosa, pidiendo la ayuda de El criadero de balas y la Ciudad de la gasolina.
Nux se une a la persecución con Max atado a su coche y se produce una épica batalla de persecución. Furiosa se adentra en una tormenta de arena y pierde a todos sus perseguidores, excepto a Nux, que intenta sacrificarse para volar el camión. Max se libera y sujeta a Nux, y Furiosa destruye el nuxcar.
Después de la tormenta de arena, Max encuentra a Furiosa reparando el camión de guerra, acompañada por las esposas de Joe, también llamadas ''Reproductoras'': Toast, Capable, Dag, Cheedo y Angharad, la última de las cuales está embarazada del hijo de Joe. Max intenta robar el camión, pero no conoce el código para evitar los interruptores de apagado, por lo que a regañadientes se une a Furiosa y las esposas. Nux aborda el camión cuando se va e intenta matar a Furiosa. Lo dominan y lo expulsan, y el ejército de Joe lo recoge cuando pasan.
Furiosa conduce a través de un cañón controlado por una pandilla de motociclistas, después de haber acordado intercambiar combustible para su paso seguro, pero la pandilla se vuelve contra ella cuando ven que se acerca un ejército, lo que la obliga a huir. Los motociclistas detonan las paredes del cañón para bloquear a Joe y luego persiguen al camión, mientras Max y Furiosa los defienden. Joe cruza el bloqueo en un camión monstruo y alcanza al camión de guerra, lo que le permite a Nux abordar y atacar a Furiosa nuevamente, pero tropieza antes de llegar a la cabina. Mientras ayuda a Max, Angharad se cae del camión y Joe la atropella fatalmente, lo que detiene temporalmente su persecución.
Capable encuentra a Nux escondido en el camión y lo consuela mientras lamenta su fracaso. Después del anochecer, Furiosa y Max frenan las fuerzas de Joe con minas colocadas en un pantano, pero el aliado de Joe, el Criador de Balas, continúa persiguiéndolos. El camión se queda atascado en el barro y Nux emerge de su escondite para ayudar a liberarlo y unirse a la tripulación. Furiosa ciega al Granjero de Balas que se acerca, y Max lo confronta y regresa con armas y municiones.
Por la mañana, Furiosa le explica a Max que el "Paraje Verde" al que escapan es una tierra idílica que recuerda de su infancia. Ella reconoce un punto de referencia familiar y grita su historia y afiliación al clan a una mujer en la cima. La mujer convoca a su clan exclusivamente femenino, las Vuvalini, quienes reconocen a Furiosa como una de los suyas que fue secuestrada cuando era niña. Furiosa queda devastada al saber que el pantano de la noche anterior era el Paraje Verde, que ahora es inhabitable, y que solo quedan siete Vuvalini. El grupo comienza a atravesar un inmenso salar, con la esperanza de encontrar un nuevo hogar, pero Max se marcha.
Después de tener una visión de un niño al que no pudo salvar, Max lo alcanza y convence a los demás de regresar por donde vinieron, ya que no hay nada en el salar, sugiriendo en cambio que regresen y tomen el lugar indefenso: La Ciudadela, que cuenta con abundante agua y cultivos. Los ven avanzar a la distancia por el desierto y Joe descubre su plan, capturar la ciudad y controlar el agua, se encuentran con las fuerzas de Joe y se involucran en la batalla. Cinco Vuvalini mueren y Toast es capturada. A medida que se acercan al cañón, Joe se pone delante del gran vehículo para frenarlo. Mientras Max lucha contra el gran hijo adulto de Joe, Rictus Erectus, Furiosa, aunque gravemente herida, va a salvar a Toast y mata a Joe. Las esposas supervivientes y las dos Vuvalini cruzan hacia el vehículo de Joe, y Nux se sacrifica destrozando el camión para bloquear el cañón, matando a Rictus. Max transfunde su sangre a Furiosa, salvándole la vida. 
De regreso a La Ciudadela, la gente se regocija al enterarse de la muerte de Joe y destrozan su cadáver, se lo comen para tener una mejor vida según su tradición, mientras los compañeros de Max son llevados triunfalmente a la fortaleza de Joe junto al acantilado, para asumir el mando de la ciudad y abrir el agua, compartir con la multitud que los aclama, Max intercambia una mirada con Furiosa y desaparece entre la multitud.

### Temas argumentales
Fury Road explora estos temas a través de sus personajes y su acción, ofreciendo una reflexión sobre la lucha por la justicia, la búsqueda de un propósito y la importancia de la unión en un mundo devastado. Miller describió la película como "una alegoría muy simple, casi un western sobre ruedas". Otros temas señalados por los críticos incluyen la venganza, la solidaridad, el hogar y la redención.

#### Devoción
Los War Boys (o Media Vida), como Nux y otros, son un claro ejemplo de esta devoción mecánica. Están completamente entregados a la causa de Immortan Joe y consideran a las máquinas, especialmente los vehículos de guerra, como herramientas esenciales para alcanzar la "redención" y la gloria en un futuro incierto. La devoción a las máquinas se expresa en sus rituales, en los que las armas y los vehículos son adorados como si fueran entidades divinas.

#### Venganza
La venganza es un motor clave en la historia, especialmente en el personaje de Furiosa. Después de haber sido una general de Immortan Joe, Furiosa traiciona al líder tiránico para liberar a un grupo de mujeres conocidas como "las esposas". Su venganza no solo es personal, por su sufrimiento en manos de Joe, sino también simbólica, en un intento de derribar el sistema opresivo que él representa. La venganza se extiende a lo largo de la película, convirtiéndose en una lucha de poder entre los opresores y los oprimidos, una batalla en la que la furia se canaliza en una lucha por la supervivencia y la justicia, entre otros.

#### Solidaridad y humanidad
La solidaridad es otro tema central, especialmente en la relación entre Furiosa y Max. Aunque al principio ambos son personajes solitarios y desconfían el uno del otro, rápidamente se unen en su lucha por la libertad. La película muestra cómo, en un mundo devastado, la cooperación y la unión pueden ofrecer una esperanza frente a la adversidad. Además, la solidaridad también se ve entre las mujeres que Furiosa rescata, que se apoyan mutuamente en su huida de Immortan Joe. La solidaridad trasciende las diferencias individuales, creando una red de apoyo esencial para su supervivencia. Max comienza la película como un sobreviviente atormentado por visiones de personas fallecidas y recupera su humanidad al asociarse con Furiosa.

#### Supervivencia
Miller describió el tema clave de la película como la supervivencia, que según él tiene en común con los westerns estadounidenses que fueron "un elemento básico durante la mayor parte de un siglo en el cine estadounidense ", mientras que varios críticos escribieron que el tema principal de Mad Max: Fury Road es el intento de retener a la humanidad ante acontecimientos apocalípticos.

#### Feminismo
El feminismo es otro tema que ha recibido atención académica. Charlize Theron como Furiosa es el centro dramático de la película. En todo momento, su personaje demuestra el físico de una heroína comprometida con una misión de rescate que "prepara el inicio de un matriarcado como antídoto contra las tribus bárbaras y guerreras que vinieron antes". Estos elementos contrastan esta película con las historias centradas en los hombres de las películas anteriores de Mad Max.

#### Hogar
El concepto de hogar es ambiguo en Fury Road, ya que el mundo está marcado por la destrucción y el caos. Para Max, el hogar es un lugar perdido, simbolizado por la constante búsqueda de paz interior. Por otro lado, para Furiosa, el hogar es más un concepto emocional que físico. Su misión de llevar a las mujeres a un lugar llamado "El Paraje Verde" refleja su deseo de encontrar un refugio donde puedan vivir en paz, lejos de la tiranía de Immortan Joe. En la película, el hogar también representa la posibilidad de reconstrucción, tanto física como emocional, en un mundo sin esperanza.
El hogar domina las motivaciones de Max, Furiosa y las Cinco Esposas: su hogar fue destruido, ella fue sacada de su hogar y las esposas están buscando un nuevo hogar en el que criar a sus hijos.

#### Redención
La redención es un tema presente a lo largo de la película, especialmente a través de los personajes de Max y Furiosa. Max, cargado de culpa y sufrimiento por la pérdida de su familia, busca redimirse ayudando a Furiosa y a las mujeres, aunque al principio lo haga por interés propio. Furiosa, por su parte, busca redención por haber sido parte del régimen opresivo de Immortan Joe y por su traición, que se convierte en su forma de luchar por la justicia. Ambos personajes encuentran una forma de redención a lo largo de la película, al actuar con valentía y sacrificio para luchar por algo más grande que ellos mismos.
Su desarrollo del personaje de Nux también lo convierte en un símbolo de redención, pasando de ser un fanático cegado por la guerra a un hombre que busca un propósito más noble. Su sacrificio final muestra su crecimiento, redimiéndose al actuar en favor de la libertad.

#### Familia
La unidad de estos personajes también aprovecha la preocupación por la familia, que es un tema común en las películas de Miller. La película presenta una redefinición del concepto de familia, mostrándola no solo como una unidad biológica o de sangre, sino como una construcción basada en los lazos emocionales, la solidaridad y la lucha común. En el mundo desolado y violento de Fury Road, la familia no es algo que se da por sentado, sino algo que se forja a través de experiencias compartidas, sacrificios y la búsqueda de un futuro mejor. Plantea una visión en las relaciones basadas en el amor, la protección y la lealtad son posibles, redefiniendo lo que significa ser "familia".

#### Ecología
Los temas de colapso ecológico:
- Destrucción ambiental: La Tierra está casi irreconocible, con vastos desiertos, cielos polvorientos y recursos naturales agotados. El paisaje refleja un mundo donde los ecosistemas han sido completamente destruidos por la guerra y la explotación sin límites, lo que ha dejado a la humanidad luchando por sobrevivir en condiciones extremas. La escasez de agua es uno de los problemas centrales, con Immortan Joe controlando el suministro de agua como una forma de poder absoluto sobre su población, lo que simboliza la relación destructiva entre la humanidad y el medio ambiente. La sequedad del paisaje, la falta de vegetación y la degradación general de la Tierra son metáforas de los efectos devastadores de la explotación y el mal manejo de los recursos naturales.
- El control de los recursos naturales: Immortan Joe y su ejército representan la élite que controla los pocos recursos que quedan, como el agua y el combustible, para mantener su dominio sobre las masas. Este control de los recursos escasos refleja la concentración del poder y la riqueza en manos de unos pocos, mientras que las masas son oprimidas y se ven obligadas a luchar por la supervivencia. La película sugiere una crítica a la explotación y a la forma en que los recursos naturales, cuando se manejan de manera irresponsable, pueden llevar a la destrucción de la humanidad y el medio ambiente.
- La lucha por la regeneración: A pesar de la devastación, hay un atisbo de esperanza a través de la posibilidad de regeneración ecológica. El objetivo de Furiosa y las esposas es llegar al Paraje Verde, un lugar simbólico que representa el regreso a un entorno natural prístino y lleno de vida, donde las personas pueden vivir en armonía con la naturaleza. Este concepto de un "refugio verde" simboliza el deseo de restaurar el equilibrio ecológico y reconstruir un futuro donde los recursos sean gestionados de manera sostenible y equitativa.
- El símbolo del agua: El agua es uno de los símbolos más poderosos en Fury Road. Es un recurso escaso y valioso, controlado por Immortan Joe, que utiliza su acceso al agua como una forma de manipulación y poder. La película destaca cómo el agua, en un mundo agotado, no solo es esencial para la supervivencia, sino también para la dinámica de poder entre las clases. La lucha por el acceso a este recurso refleja las tensiones globales actuales sobre el agua como bien de consumo y cómo la gestión irresponsable de los recursos puede tener consecuencias catastróficas.
- Reflexión ecológica: A través de su enfoque en la escasez de recursos y la lucha por la supervivencia en un entorno devastado, Fury Road ofrece una reflexión sobre las consecuencias de la explotación excesiva de los recursos naturales y el daño irreversible que puede causar al medio ambiente. La película invita a la reflexión sobre la necesidad urgente de adoptar una relación más respetuosa y sostenible con la naturaleza para evitar un futuro como el que se presenta en la historia.

## Reparto
| Actor                     | Personaje                                  | Descripción del personaje |
| ------------------------- | ------------------------------------------ | --- |
| Tom Hardy                 | Max Rockatansky                            | Viajero con personalidad seria y apática que vela por su propio interés. Entre sus habilidades destacan la conducción temeraria, el combate cuerpo a cuerpo y su habilidad como mecánico. Capturado por los Media Vida como bolsa de sangre debido a su preciado grupo sanguíneo. |
| Charlize Theron           | Imperator Furiosa                          | Furiosa es una mujer fuerte, hábil en combate y experta en conducción de vehículos, especialmente el Camión de Guerra. A pesar de su apariencia dura y su brazo amputado, lleva consigo una profunda humanidad, especialmente en su relación protectora con las esposas. |
| Nicholas Hoult            | Nux                                        | Un Media Vida con una enfermedad terminal, que usa a Max como una "bolsa de sangre". Leal a Immortan Joe. Dispuesto a sacrificarse por la causa del líder en su búsqueda por la redención, es impulsivo y destructivo. Destaca su gran habilidad en conducción y mecánica. Forma un vínculo con Capable. |
| Hugh Keays-Byrne          | Immortal Joe                               | Líder tiránico de la Ciudadela y el principal antagonista de la película. |
| Josh Helman               | Slit                                       | El lancero de Nux |
| Nathan Jones              | Rictus Erectus                             | El hijo Joe. Su enorme cuerpo y su actitud agresiva lo convierten en una amenaza constante. A pesar de su fuerza bruta, la relación con su padre, muestra una mezcla de adoración y dependencia. |
| Rosie Huntington-Whiteley | Angharad, la Espléndida                    | La reproductora más "preciada" de Joe. Embarazada de su hijo, se la muestra fuerte, compasiva y protectora, y como la líder de facto de las otras esposas. Tiene una apariencia etérea, con largos cabellos rubios y una belleza delicada que destaca en el mundo desolado y caótico en el que vive. |
| Riley Keough              | Capable                                    | Otra de las esposas de Joe, parece ser la más sensata y madura de los cinco, y forma un vínculo con el Media Vida Nux. Es empática, compasiva y demuestra una gran fortaleza emocional. |
| Zoë Kravitz               | Toast, la Inteligente                      | Otra de las esposas de Joe, es la más práctica e intelectual de las cinco, y se demuestra que tiene un buen conocimiento de las armas. |
| Abbey Lee Kershaw         | The Dag                                    | Otra de las esposas de Joe, tiene una personalidad excéntrica y audaz. Se la ve formando un vínculo con la Guardiána de las Semillas. |
| Courtney Eaton            | Cheedo, la Frágil                          | Otra de las esposas de Joe. Se la retrata como la más tímida y mansa, y al principio tiene miedo de dejar a Joe; sin embargo, más adelante se vuelve más valiente. |
| John Howard               | El Comehombres                             | Líder que gobierna la Ciudad de la Gasolina. Es el encargado de gestionar los recursos y las riquezas |
| Richard Carter            | El Criador de Balas                        | Líder que gobierna el Criadero de Balas |
| iOTA                      | Coma, el guerrero tonto (The Doof Warrior) | Es un guitarrista enigmático y surrealista, cuya función principal en la película es proporcionar un espectáculo musical de guerra. Su guitarra eléctrica, conectada a un sistema de amplificadores montados en el Doof Wagon, emite un sonido estridente y atronador, que sirve de banda sonora a las persecuciones y batallas en el desierto. |
| Angus Sampson             | El Mecánico Orgánico                       | Un "médico" que trabaja para Joe. |
| Jennifer Hagan            | Señora Giddy                               | La cuidadora de las esposas de Joe. |
| Megan Gale                | La Valquiria                               | Clan de las Vuvalini; representan una de las últimas formaciones sociales no dominadas por la tiranía de Immortan Joe. Son las guardianas de un legado y una tradición de resistencia, habiendo sobrevivido a la brutalidad del mundo posapocalíptico. Su estilo de vida es nómada y adaptado al entorno árido y peligroso en el que habitan. Son expertas en el uso de armas, especialmente arcos y flechas, y tienen una profunda conexión con la naturaleza del desierto. |
| Melissa Jaffer            | Guardiana de las semillas                  | Clan de las Vuvalini; representan una de las últimas formaciones sociales no dominadas por la tiranía de Immortan Joe. Son las guardianas de un legado y una tradición de resistencia, habiendo sobrevivido a la brutalidad del mundo posapocalíptico. Su estilo de vida es nómada y adaptado al entorno árido y peligroso en el que habitan. Son expertas en el uso de armas, especialmente arcos y flechas, y tienen una profunda conexión con la naturaleza del desierto. |
| Melita Jurisic            | Vuvalini                                   | Clan de las Vuvalini; representan una de las últimas formaciones sociales no dominadas por la tiranía de Immortan Joe. Son las guardianas de un legado y una tradición de resistencia, habiendo sobrevivido a la brutalidad del mundo posapocalíptico. Su estilo de vida es nómada y adaptado al entorno árido y peligroso en el que habitan. Son expertas en el uso de armas, especialmente arcos y flechas, y tienen una profunda conexión con la naturaleza del desierto. |
| Gillian Jones             | Vuvalini                                   | Clan de las Vuvalini; representan una de las últimas formaciones sociales no dominadas por la tiranía de Immortan Joe. Son las guardianas de un legado y una tradición de resistencia, habiendo sobrevivido a la brutalidad del mundo posapocalíptico. Su estilo de vida es nómada y adaptado al entorno árido y peligroso en el que habitan. Son expertas en el uso de armas, especialmente arcos y flechas, y tienen una profunda conexión con la naturaleza del desierto. |
| Joy Smithers              | Vuvalini                                   | Clan de las Vuvalini; representan una de las últimas formaciones sociales no dominadas por la tiranía de Immortan Joe. Son las guardianas de un legado y una tradición de resistencia, habiendo sobrevivido a la brutalidad del mundo posapocalíptico. Su estilo de vida es nómada y adaptado al entorno árido y peligroso en el que habitan. Son expertas en el uso de armas, especialmente arcos y flechas, y tienen una profunda conexión con la naturaleza del desierto. |
| Antoinette Kellerman      | Vuvalini                                   | Clan de las Vuvalini; representan una de las últimas formaciones sociales no dominadas por la tiranía de Immortan Joe. Son las guardianas de un legado y una tradición de resistencia, habiendo sobrevivido a la brutalidad del mundo posapocalíptico. Su estilo de vida es nómada y adaptado al entorno árido y peligroso en el que habitan. Son expertas en el uso de armas, especialmente arcos y flechas, y tienen una profunda conexión con la naturaleza del desierto. |
| Christina Koch            | Vuvalini                                   | Clan de las Vuvalini; representan una de las últimas formaciones sociales no dominadas por la tiranía de Immortan Joe. Son las guardianas de un legado y una tradición de resistencia, habiendo sobrevivido a la brutalidad del mundo posapocalíptico. Su estilo de vida es nómada y adaptado al entorno árido y peligroso en el que habitan. Son expertas en el uso de armas, especialmente arcos y flechas, y tienen una profunda conexión con la naturaleza del desierto. |
| Jon Iles                  | The Ace                                    | Jefe de seguridad del Camión de Guerra |
| Quentin Kenihan           | Corpus Colossus                            | El hijo de Joe, que tiene una discapacidad física (probablemente osteogénesis imperfecta, que tenía Kenihan) que atrofió su crecimiento y le impide poder caminar. |

## Mad Max: Fury RoadBlack & Chrome Edition
Miller tuvo una intención original de rodar la película en blanco y negro, pero se filtró por internet una copia inicial del montaje de la película, muda y en escala de grises, y la idea se esfumó. «Siempre soñé con presentar una película de 'Mad Max' en blanco y negro», reconoce Miller. El productor Doug Mitchell, afirmó que siempre hubo una versión oficial sin color.
 

La película original en los cines, se presentó a color (una mezcla de naranjas y azules), pero el 6 de diciembre de 2016, la productora Warner Bros sacó el pack Mad Max: High Octane Collection, con las cuatro películas de la saga y extras, incluyendo Mad Max: Fury Road Black & Chrome Edition, la versión en blanco y negro.

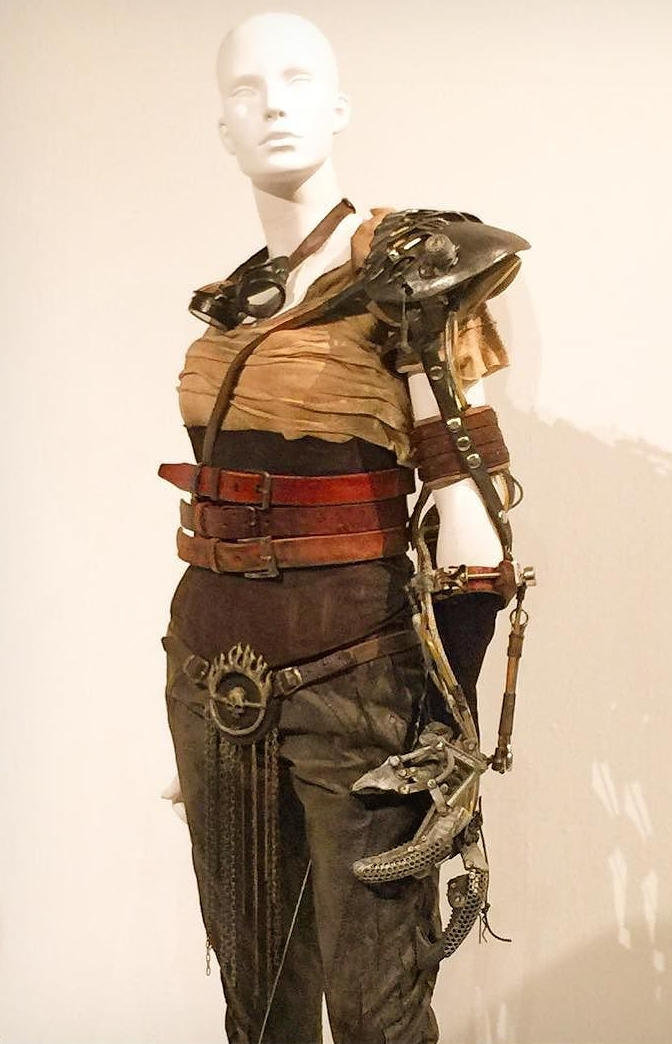
Vestuario de Furiosa en la película, expuesto en el museo Film costumes Mad Max- Fury Road.

## Filmación

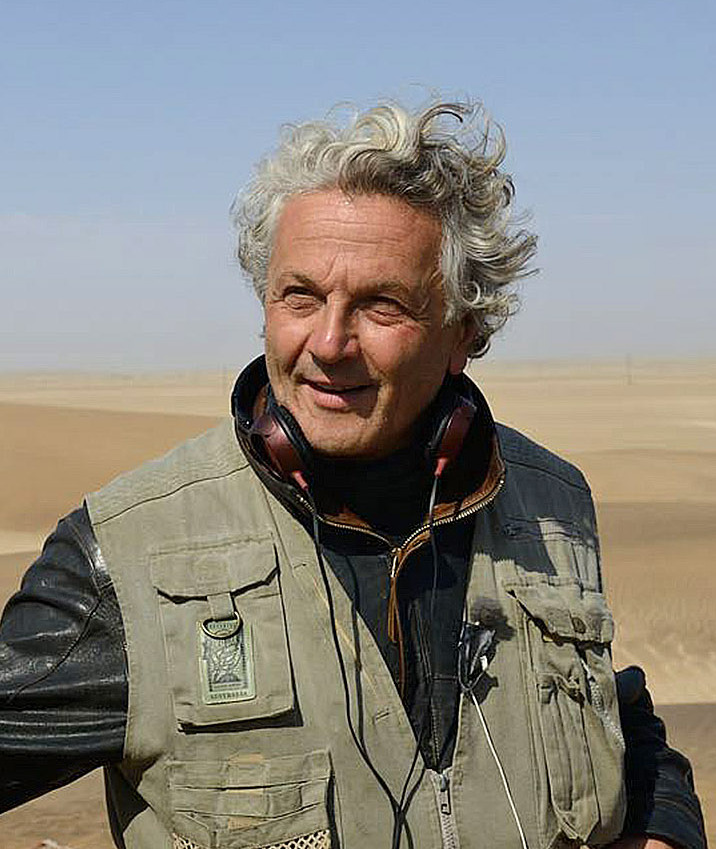
Director George Miller durante la filmación de la película en 2012.

El rodaje de Fury Road fue retrasado durante más de una década debido a varias dificultades. Inicialmente, el director George Miller planeaba filmar la película en 2003 en Namibia, pero varios factores como la situación política y la guerra en Irak llevaron a la cancelación de ese plan. Durante años, el proyecto estuvo en el limbo, mientras Miller y su equipo intentaban asegurar los recursos y la logística necesarias para llevar a cabo el ambicioso proyecto.
A medida que las circunstancias políticas se estabilizaron, el rodaje se reactivó. No fue hasta 2012 que Miller, finalmente, pudo concretar los planes y comenzar a filmar en el mes de julio en el desierto de Namibia, en el parque Nacional Dorob(en África del Sur), cuyos paisajes desolados y vastos proporcionaron el entorno perfecto para la ambientación posapocalíptica de la película. Se eligió específicamente esta región debido a su geografía única, que ofrecía escenarios naturales impresionantes para las escenas de persecución, además de ser relativamente inaccesible para el público en general, lo que contribuía a crear una atmósfera de aislamiento. Algunas escenas también se rodaron en los Cape Town Film Studios en Ciudad del Cabo en Sudáfrica.El rodaje también tuvo lugar en Australia, especialmente en los estudios de Village Roadshow Studios en Queensland, donde se construyeron varias de las estructuras más complejas, como los vehículos modificados y los elementos de los escenarios. Algunos efectos visuales también se produjeron en estudios en Los Ángeles, pero el corazón de la película fue la filmación en el desierto. El rodaje concluyó el 8 de diciembre de 2012, aunque las escenas de apertura y cierre en La Ciudadela aún no se habían rodado.
Las condiciones durante el rodaje fueron extremadamente desafiantes. El calor del desierto de Namibia alcanzaba temperaturas cercanas a los 50 grados Celsius. La arena y el polvo constante afectaron las cámaras y el equipo técnico, pero el equipo de producción logró superar estos obstáculos mediante soluciones ingeniosas, como el uso de cámaras montadas en vehículos y equipos de filmación móviles.
Una vez completado el rodaje, el proceso de posproducción fue igualmente complejo. Miller y su equipo trabajaron en el montaje y los efectos visuales, utilizando un enfoque minimalista en el CGI para mantener la autenticidad de las escenas. Las secuelas de acción fueron trabajadas en estrecha colaboración con los equipos de efectos de sonido y música, creando una atmósfera intensa y casi orgánica. Según Miller, prácticamente se consiguió el 90% de los efectos de la película. Tanto el Doof Wagon como la guitarra del Doof Warrior son completamente funcionales, y ninguna de sus escenas fue renderizada usando CGI, incluso cuando la guitarra dispara. El director de la segunda unidad y coordinador supervisor de especialistas, Guy Norris, estaba a cargo de más de 150 especialistas, algunos de los cuales eran del Cirque du Soleil. El trabajo de Margaret Sixel, quien también fue la editora, fue crucial para el ritmo de la película, asegurando que las secuencias de acción fueran rápidas y eficaces sin perder coherencia.

## Recepción

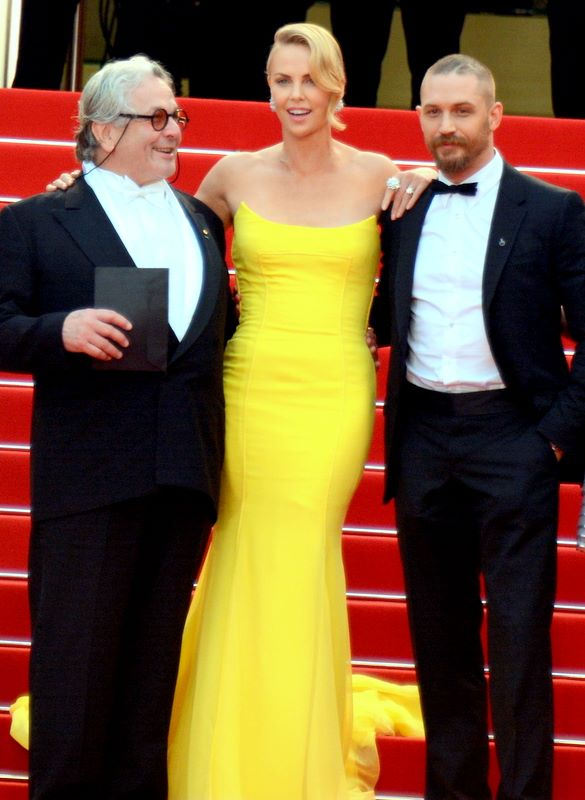
El director George Miller, junto a Charlize Theron y Tom Hardy, promocionando la película en el Festival de Cine de Cannes

La cuarta parte de la saga Mad Max obtiene excelentes comentarios entre la crítica profesional y, en general, muy buenas puntuaciones entre los usuarios de los portales de información cinematográfica. En IMDb, computados 973.935 votos, alcanza una valoración de 8,1 sobre 10. En FilmAffinity, además de estar incluida en las listas "Mejores películas australianas de todos los tiempos" (quinta posición), "Mejores películas de ciencia ficción" (72.ª posición) y "Mejores películas de acción" (95.ª posición) con 66.571 valoraciones obtiene una puntuación media de 7,1 sobre 10. En el agregador de críticas Rotten Tomatoes registra la consideración de "fresco" para el 97% de las 436 críticas profesionales reseñadas y para el 86% de las más de 100.000 opiniones de los usuarios del portal. En Metacritic obtiene la consideración de "aclamación universal" dado que el 90% de las 51 críticas profesionales la valoran positivamente y tiene una puntuación media ponderada de 8,5 sobre 10 con 4.202 votos registrados.
Entre la crítica profesional de España abundan las opiniones positivas. Luis Martínez para el diario El Mundo la calificó como "un 'western-punk' de un rigor y amor por el detalle incontestables que devuelve al cine de acción la fiebre de lo real.(...) Cada plano en ella duele, irrita y, lo que importa, entusiasma". En la revista El Cultural, entonces un suplemento del mismo periódico, el crítico Carlos Reviriego incidió en que es una película en que destaca la "Intensidad, emoción y gran entretenimiento de género(...) propulsada por un sentido del ritmo y un score extraordinarios". Sergi Sánchez para La Razón señaló que es "un espectáculo de una pureza difícilmente igualable. Es una obra maestra". Salvador Llopart en La Vanguardia le otorgó 5 estrellas de 5 indicando "una incansable, tenaz, abrumadora película. (...) pura dinamita visual. Se puede decir que es una experiencia intensa, si entras, claro". Nando Salvà en su crítica para El Periódico incide en que es "una obra maestra del cine de acción, deslumbrante y brutal y hermosa por el modo en el que invalida la definición tradicional de 'blockbuster'". El crítico Jordi Costa en la revista Fotogramas, publicación en la que obtuvo el premio Fotogramas de Plata a película extranjera, le otorgó 4 de 5 estrellas destacando "es poesía en movimiento, pero, también, un gesto reivindicativo y feroz que reclama una identidad desafiante (y, sí, también poética y visionaria) para el blockbuster de acción".
No obstante también hay algunas críticas menos entusiastas, como las de Carlos Boyero en El País que señala "algunos disfrutarán un montón en ese universo violento y vertiginoso. Y otros se sentirán saturados de un mecanismo previsible, en el que los guionistas no han tenido que exprimirse mucho el cerebro", o la de Oti Rodríguez Marchante para ABC que le otorgó 3 de 5 estrellas resumiendo "aborda dos ideas revolucionarias: el feminismo radical como garantía de futuro y el solitario misántropo como hipoteca de lealtad y compañía".

## Premios y nominaciones

### Premios Óscar
| Categoría                  | Persona (s)                                          | Resultado |
| -------------------------- | ---------------------------------------------------- | --------- |
| Mejor película             | Doug Mitchell y George Miller                        | Nominada  |
| Mejor director             | George Miller                                        | Nominado  |
| Mejor diseño de producción | Colin Gibson y Lisa Thompson                         | Ganadora  |
| Mejor sonido               | Chris Jenkins, Gregg Rudloff y Ben Osmo              | Ganadora  |
| Mejor edición de sonido    | Mark Mangini y David White                           | Ganadora  |
| Mejor maquillaje           | Lesley Vanderwalt, Elka Wardega y Damian Martin      | Ganadora  |
| Mejor diseño de vestuario  | Jenny Beavan                                         | Ganadora  |
| Mejor montaje              | Margaret Sixel                                       | Ganadora  |
| Mejores efectos visuales   | Andrew Jackson, Tom Wood, Dan Oliver y Andy Williams | Nominado  |
| Mejor fotografía           | John Seale                                           | Nominado  |

### Globos de Oro
| Categoría              | Persona (s)                   | Resultado |
| ---------------------- | ----------------------------- | --------- |
| Mejor película - Drama | Doug Mitchell y George Miller | Nominada  |
| Mejor director         | George Miller                 | Nominado  |

### Premios BAFTA
| Categoría                  | Persona (s)                                            | Resultado |
| -------------------------- | ------------------------------------------------------ | --------- |
| Mejor fotografía           | John Seale                                             | Nominado  |
| Mejor edición              |                                                        | Ganador   |
| Mejor diseño de producción | Colin Gibson                                           | Ganador   |
| Mejor vestuario            | Jenny Beavan                                           | Ganador   |
| Mejor maquillaje y peinado | Lesley Vanderwalt, Elka Wardega y Damian Martin        | Ganador   |
| Mejor sonido               | Chris Jenkins, Gregg Rudloff y Ben Osmo                | Nominado  |
| Mejores efectos visuales   | Andrew Jackson, Tom Wood, Dan Oliver and Andy Williams | Nominado  |

### Premios Crítica Cinematográfica
| Categoría                                | Persona (s)     | Resultado |
| ---------------------------------------- | --------------- | --------- |
| Mejor película                           |                 | Ganador   |
| Mejor película de acción                 |                 | Ganador   |
| Mejor película de ciencia ficción/terror |                 | Nominado  |
| Mejor director                           | George Miller   | Ganador   |
| Mejor actriz                             | Charlize Theron | Nominado  |
| Mejor actor en una película de acción    | Tom Hardy       | Ganador   |
| Mejor actriz en una película de acción   | Charlize Theron | Ganador   |
| Mejor dirección de arte                  | Colin Gibson    | Ganador   |
| Mejor vestuario                          | Jenny Beavan    | Ganador   |
| Mejor fotografía                         | John Seale      | Nominado  |
| Mejor montaje                            | Margaret Sixel  | Ganador   |
| Mejor maquillaje                         |                 | Ganador   |
| Mejores efectos visuales                 |                 | Ganador   |

### Premios Cóndor de Plata
La 64° edición de los Premios Cóndor de Plata se llevó a cabo en junio de 2016.
| Año  | Categoría                          | Nominado      | Resultado |
| ---- | ---------------------------------- | ------------- | --------- |
| 2016 | Mejor Película de habla no hispana | George Miller | Nominada  |

### MTV Movie Awards 2016
| Categoría     | Persona (s)                 | Resultado |
| ------------- | --------------------------- | --------- |
| Mejor actriz  | Charlize Theron             | Ganadora  |
| Mejor héroe   | Charlize Theron             | Nominada  |
| Mejor villano | Hugh Keays-Byrne            | Nominado  |
| Mejor pelea   | Charlize Theron y Tom Hardy | Nominados |

### Premios Sant Jordi de Cinematografía
60 edición de los premios
| Categoría                 | Resultado |
| ------------------------- | --------- |
| Mejor película extranjera | Ganadora  |